# Grand Prix automobile d'Italie 1947
Résultats du Grand Prix automobile d'Italie 1947 qui eut lieu sur le circuit urbain tracé à Portello, Milan le 7 septembre 1947.

## Classement

### Qualification
| Pos | N° | Pilote                  | Voiture          | Temps        | Écart    |
| --- | -- | ----------------------- | ---------------- | ------------ | -------- |
| 1   | 24 | Consalvo Sanesi         | Alfa Romeo 158   | 1 min 44 s 0 |          |
| 2   | 30 | Carlo Felice Trossi     | Alfa Romeo 158   | 1 min 44 s 8 | + 0 s 8  |
| 3   | 6  | Luigi Villoresi         | Maserati 4CLT/48 | 1 min 45 s 4 | + 1 s 4  |
| 4   | 16 | Achille Varzi           | Alfa Romeo 158   | 1 min 47 s 0 | + 3 s 0  |
| 5   | 34 | Alberto Ascari          | Maserati 4CL     | 1 min 47 s 2 | + 3 s 2  |
| 6   | 18 | Louis Chiron            | Maserati         | 1 min 47 s 6 | + 3 s 6  |
| 7   | 8  | Raymond Sommer          | Maserati         | 1 min 47 s 6 | + 3 s 6  |
| 8   | 32 | Emmanuel de Graffenried | Maserati         | 1 min 48 s 8 | + 4 s 8  |
| 9   | 2  | Alessandro Gaboardi     | Alfa Romeo 158   | 1 min 51 s 8 | + 7 s 8  |
| 10  | 14 | Pierre Levegh           | Maserati         | 1 min 53 s 6 | + 9 s 6  |
| 11  | 52 | Lorenzo Arrigoni        | Maserati         | 1 min 58 s 6 | + 14 s 6 |
| 12  | 36 | Raph                    | Maserati         | 1 min 58 s 8 | + 14 s 8 |
| 13  | 12 | Eugène Chaboud          | Delahaye         | 1 min 59 s 8 | + 15 s 8 |
| 14  | 22 | Charles Pozzi           | Delahaye         | 2 min 0 s 2  | + 16 s 2 |
| 15  | 38 | Arialdo Ruggeri         | Maserati         | 2 min 0 s 8  | + 16 s 8 |
| 16  | 46 | Giovanni Minozzi        | Maserati         | 2 min 0 s 8  | + 16 s 8 |
| 17  | 42 | Gaetano dell'Acqua      | Maserati         | 2 min 1 s 4  | + 17 s 4 |
| 18  | 28 | Giovanni Bracco         | Delage           | 2 min 1 s 5  | + 17 s 5 |
| 19  | 10 | Lamberto Grolla         | Cisitalia-Fiat   | 2 min 3 s 4  | + 19 s 4 |
| 20  | 56 | Mario Porrino           | Cisitalia-Fiat   | 2 min 3 s 6  | + 19 s 6 |
| 21  | 44 | Carlo Pesci             | Maserati         | 2 min 3 s 8  | + 19 s 8 |
| 22  | 54 | Henri Louveau           | Delage           | 2 min 5 s 8  | + 21 s 8 |
| 23  | 26 | Prince Bira             | Maserati         | 2 min 6 s 0  | + 22 s 0 |
| 24  | 4  | Nello Pagani            | Maserati         | 2 min 10 s 0 | + 26 s 0 |

### Course
| Pos  | N° | Pilote                  | Voiture        | Tour | Temps/Abandon  | Grille |
| ---- | -- | ----------------------- | -------------- | ---- | -------------- | ------ |
| 1    | 30 | Carlo Felice Trossi     | Alfa Romeo 158 | 100  | 3 h 2 min 25 s | 2      |
| 2    | 16 | Achille Varzi           | Alfa Romeo 158 | 100  | + 0 s 1 s      | 4      |
| 3    | 24 | Consalvo Sanesi         | Alfa Romeo 158 | 99   | + 1 tour       | 1      |
| 4    | 2  | Alessandro Gaboardi     | Alfa Romeo 158 | 95   | + 5 tours      | 9      |
| 5    | 34 | Alberto Ascari          | Maserati 4CL   | 94   | + 6 tours      | 5      |
| 6    | 54 | Henri Louveau           | Delage D6.70   | 91   | + 9 tours      | 22     |
| 7    | 22 | Charles Pozzi           | Delahaye       | 89   | + 11 tours     | 14     |
| 8    | 12 | Eugène Chaboud          | Delahaye       | 87   | + 13 tours     | 13     |
| 9    | 44 | Carlo Pesci             | Maserati       | 84   | + 16 tours     | 21     |
| Abd. | 56 | Mario Porrino           | Cisitalia-Fiat | 56   |                | 20     |
| Abd. | 52 | Lorenzo Arrigoni        | Maserati       | 56   |                | 11     |
| Abd. | 10 | Lamberto Grolla         | Cisitalia-Fiat | 56   |                | 19     |
| Abd. | 28 | Giovanni Bracco         | Delage         | 53   |                | 18     |
| Abd. | 6  | Luigi Villoresi         | Maserati       | 53   | Freins         | 3      |
| Abd. | 42 | Gaetano dell'Acqua      | Maserati 6CM   | 23   |                | 17     |
| Abd. | 8  | Raymond Sommer          | Maserati 4CL   | 20   | Moteur         | 7      |
| Abd. | 14 | Pierre Levegh           | Maserati 4CL   | 6    |                | 10     |
| Abd. | 36 | Raph                    | Maserati 4CL   | 3    | Fuite d'huile  | 12     |
| Abd. | 4  | Nello Pagani            | Maserati 4CL   | 2    | Pneus          | 24     |
| Abd. | 26 | Prince Bira             | Maserati 4CL   | 0    | Compresseur    | 23     |
| Abd. | 18 | Louis Chiron            | Maserati       |      |                | 6      |
| Abd. | 32 | Emmanuel de Graffenried | Maserati       |      |                | 8      |
| Np.  | 38 | Arialdo Ruggeri         | Maserati       |      |                | 15     |
| Np.  | 46 | Giovanni Minozzi        | Maserati       |      |                | 16     |

## Sources
Les résultats proviennent de :
- (en) 1947 Grands Prix : XVII Gran Premio d'Italia - GEL Motorsport Information Page
- (fr) 1947 : XVII Gran Premio d'Italia - Stats F1